# Skinnskattebergs kommun
59°49.8′N 15°41.5′Ø / 59.8300°N 15.6917°Ø
Skinnskattebergs kommun ligger i landskapet Västmanland i länet Västmanlands län i Sverige. Kommunens administrationscenter ligger i byen Skinnskatteberg.
Ved kommunereformen i 1952 blev de tre tidligere kommune Hed, Gunnilbo og Skinnskatteberg lagt sammen til det som i dag udgør Skinnskattebergs kommun.

## Byer
Skinnskatteberg kommune har to byer.
Indbyggere pr. 31. december 2005.
| #  | By              | Indbyggere |
| -- | --------------- | ---------- |
| 1. | Skinnskatteberg | 2.395      |
| 2. | Riddarhyttan    | 500        |

## Eksterne kilder og henvisninger
- ”Kommunarealer den 1. januar 2012” (Excel). Statistiska centralbyrån.
- ”Folkmängd i riket, län och kommuner 30 juni 2012”. Statistiska centralbyrån.

- Wikimedia Commons har flere filer relateret til Skinnskattebergs kommun